# Héricz Patrik
Héricz Patrik (?–) magyar színész.

## Élete
Érettségi után felvételt nyert a Pesti Magyar Színiakadémiára, ahol 2014-ben végzett.

## Szerepei

### Film/TV
- 2015–2019 - Egynyári kaland (Gábor); rendezte: Dyga Zsombor
- 2014 - Jaffa (Gabesz); rendezte: Szabó Szonja

### Színház
- Amazonok - Három év múlva (Rózsavölgyi Szalon, 2018)
- Kurázsi Mama és gyermekei (Veszprémi Petőfi Színház, 2018)
- Amazonok (Rózsavölgyi Szalon, 2015)
- Arzén és levendula (Magyar Színház, 2010)
- Love and Money (Pesti Magyar Színiakadémia)
- Kiálts a szeretetért! (Rock és Musical Színház, 2005)